# Округ Крејгхед (Арканзас)
Округ Крејгхед (енгл. Craighead County) је округ у америчкој савезној држави Арканзас. По попису из 2010. године број становника је 96.443. Седишта округа су градови Џонсборо и Лејк Сити.

## Демографија
Према попису становништва из 2010. у округу је живело 96.443 становника, што је 14.295 (17,4%) становника више него 2000. године.
| Група             | 2000.          | 2010.          |
| Белци             | 72.489 (88,2%) | 76.760 (79,6%) |
| Афроамериканци    | 6.395 (7,8%)   | 12.640 (13,1%) |
| Азијати           | 495 (0,6%)     | 1.075 (1,1%)   |
| Хиспаноамериканци | 1.739 (2,1%)   | 4.277 (4,4%)   |
| Укупно            | 82.148         | 96.443         |